# Lugier (żaglowiec)

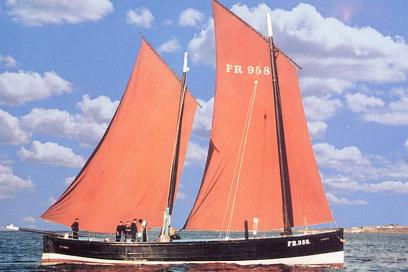
Typowy lugier

Lugier, Luger (niem. luger, ang. lugger) − najczęściej dwu- lub trzymasztowy statek o ożaglowaniu, w którym czworokątny żagiel rozpinany jest na skośnej rejce podnoszonej – wraz z żaglem – przy pomocy pojedynczego fału (tzw. ożaglowanie lugrowe). Przedni koniec rejki wystaje przed maszt, a dolna krawędź żagla bywa mocowana do bomu.
Lugry popularne były zwłaszcza wśród rybaków holenderskich, duńskich i niemieckich na Morzu Północnym i na Bałtyku do wybuchu II wojny światowej.